# Rachel Love
Rachel Love (San Bernardino, California; 22 de noviembre de 1973) es una actriz pornográfica y escort estadounidense retirada.

## Biografía
La actriz Rachel Love, cuyo nombre de nacimiento es Bonnie Farmer, nació en la ciudad californiana de San Bernardino. Antes de ingresar en la industria pornográfica, trabajó en el sector inmobiliario en California. Entró a trabajar como actriz en 1994, con 20 años de edad, después de que un fotógrafo se fijara en ella y le pidiera probar unas sesiones fotográficas.
De sus primeras películas, algunas de temática lésbica, destacan Mellon Man 5 y Plumb and Dumber.
Love dejó de lado la carrera como actriz en 1998, después de una nueva crisis en el sector de los actores pornográficos con nuevos casos de sida, y no sería hasta 2008 cuando se decidiera a volver. En ese período de diez años de pausa, Love trabajó como escort y bailarina.
Su reaparición, con 35 años de edad, le abrió un nuevo campo de oportunidades en el cine pornográfico. Por su físico, su edad y esbeltos pechos naturales, fue etiquetada como una actriz MILF. Muchas de sus películas en esta segunda etapa trataron esta temática, así como la de relación chica-chica.
Otros ejemplos de esta etapa son M Is For Milf, Big Ole Titties, Latex MILFs o Mamazon.
En 2010, fue nominada en los Premios AVN a la Artista MILF/Cougar del año.
Se retiró en 2014, con más de 330 películas grabadas como actriz entre producciones originales y compilaciones.

## Premios y nominaciones
| Año  | Ceremonia   | Resultado | Premio                                | Trabajo    |
| ---- | ----------- | --------- | ------------------------------------- | ---------- |
| 1996 | Premios AVN | Nominada  | Mejor actriz revelación               | —          |
| 1996 | Premios AVN | Nominada  | Mejor escena de sexo lésbico en grupo | Assmania 2 |
| 2010 | Premios AVN | Nominada  | Artista MILF/Cougar del año           | —          |